# Pierre Lescot

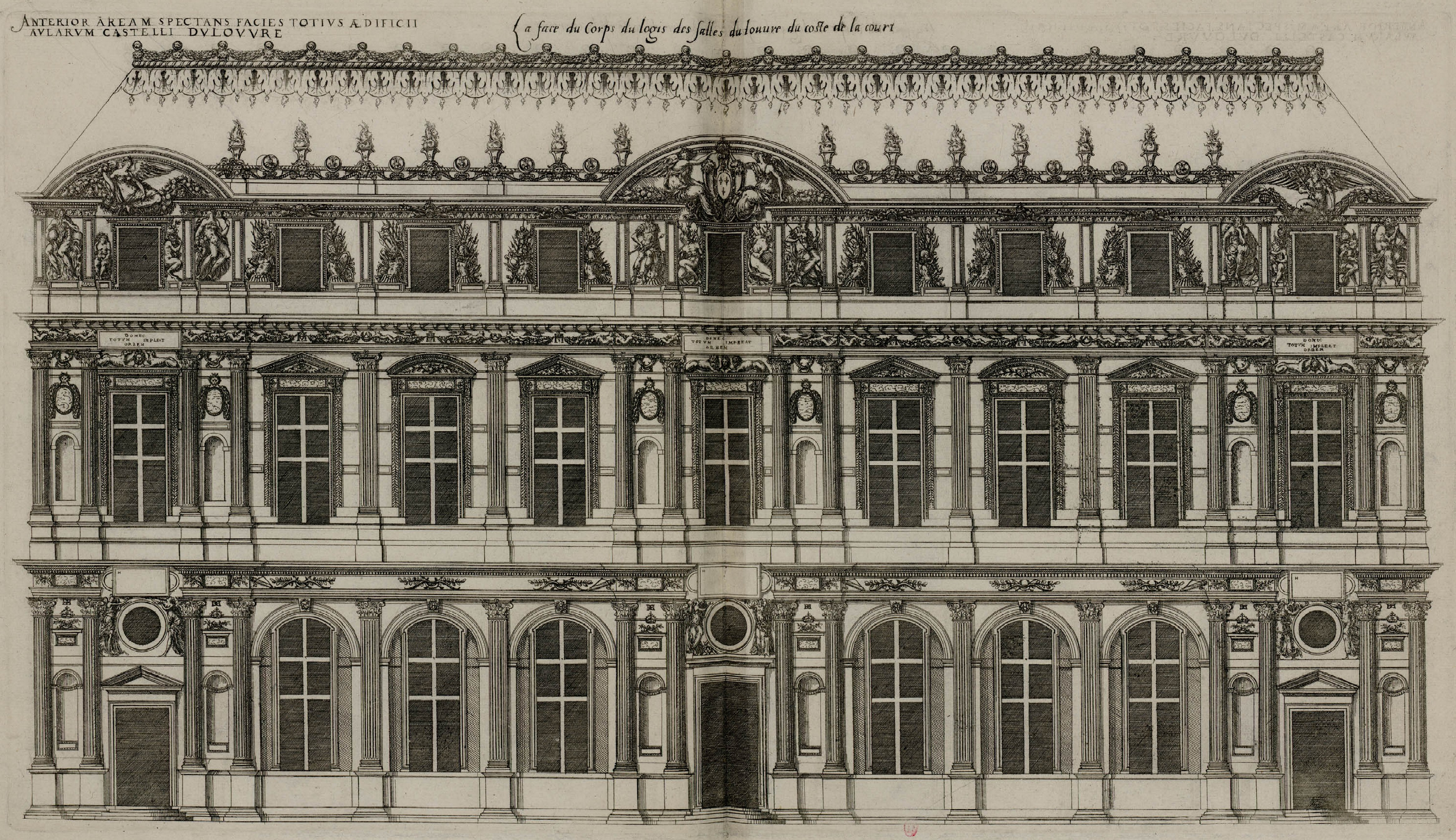
Luwr - skrzydło autorstwa Pierre'a Lescot

Pierre Lescot (ur. ok. 1510 w Paryżu, zm. 10 września 1578 tamże) – architekt francuski, przedstawiciel renesansu. Działał głównie w Paryżu (Hôtel Carnavalet). Wspólnie z Goujonem pracował przy budowie Luwru.